# Mike Krüger

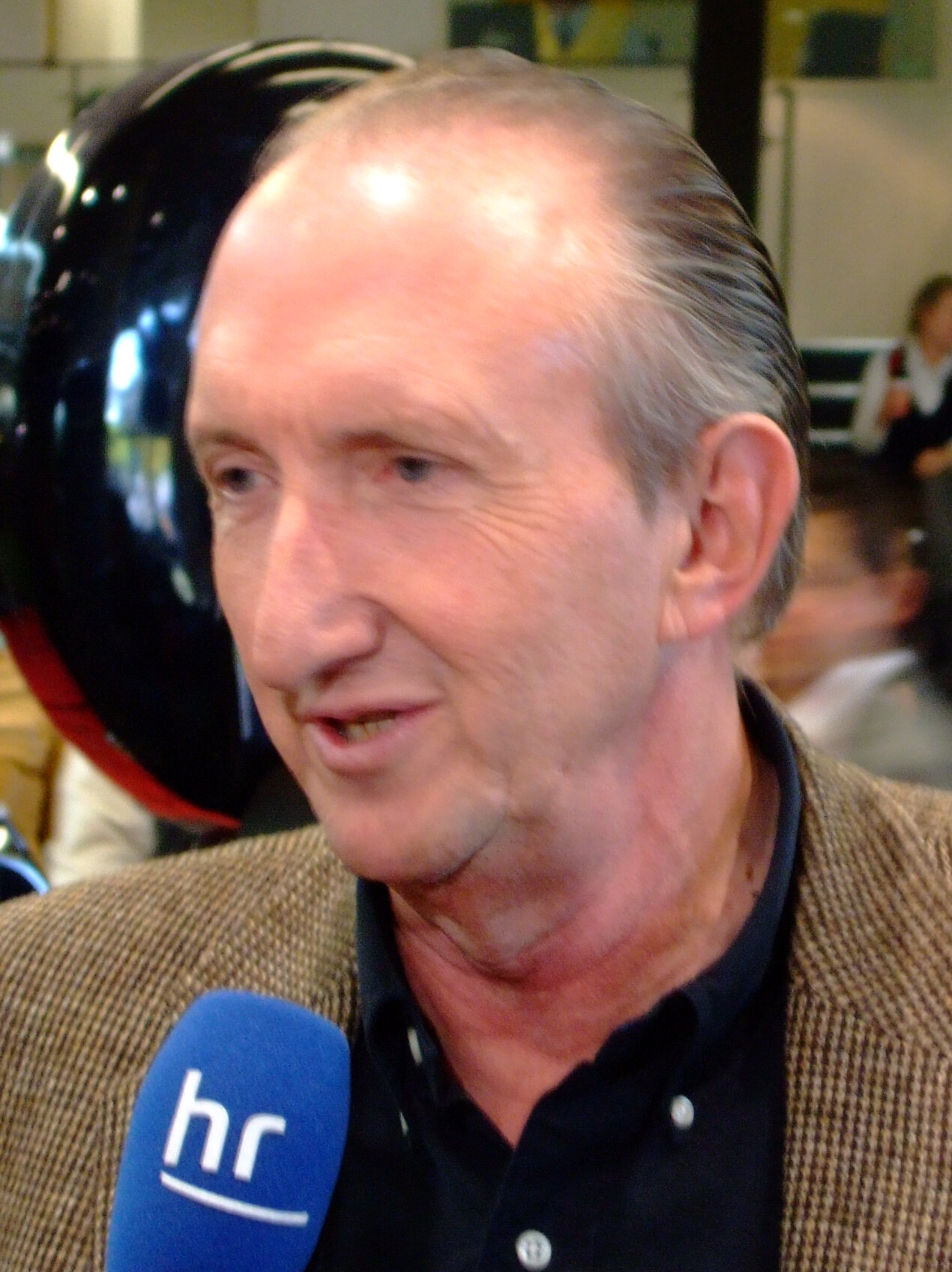
Mike Krüger, 2008

Michael Friedrich Wilhelm "Mike" Krüger, född 14 december 1951 i Ulm, är en tysk komiker, skådespelare och sångare.
Krüger blev känd med nonsenslåtar till gitarr som Der Nippel (1980), Bodo mit dem Bagger (1984) och Mein Gott, Walther (1985). Han var huvudkaraktär i tyska filmer som Die Supernasen (1983, tillsammans med Thomas Gottschalk), värd i TV-shower som Vier gegen Willi (1986-1989) och deltagare i andra TV-shower som 7 Tage, 7 Köpfe (1996-2005).
Krüger bor sedan 2005 i Hamburg (Wellingsbüttel).